# Mobutu Sese Seko
Joseph-Désiré Mobutu, znan tudi kot Mobutu Sese Seko (daljše Mobutu Sese Seko Kuku Ngbendu Wa Za Banga), kongovski diktator, * 14. oktober 1930, Lisala (takrat Belgijski Kongo), † 7. september 1997, Rabat, Maroko.

## Mladost
Joseph Mobutu se je rodil v družino srednjega sloja v tedanjem Belgijskem Kongu. Oče, po poklicu kuhar, je zgodaj umrl, zato je za Josepha skrbela mati samohranilka, ki je bila zaposlena v nekem hotelu v Lisali. V šolo je začel hoditi v Leopoldsvillu, kasneje pa ga je mati poslala v katoliško šolo v misijon v mestu Coquilhatville.
Leta 1949 je vstopil v oborožene sile Belgijskega Konga, kjer je ostal do leta 1956, ko je izstopil dosegel čin narednika. Po izstopu iz vojske je postal novinar za dnevnik L'Avenir. Preko svojega dela je spoznal predsednika stranke Nacionalno gibanje Konga, Patrica Lumumba. Kmalu se je stranki tudi sam pridružil.

## Politika

### Boj za oblast
Po osamosvojitvi nekdanje Belgijske kolonije, leta 1960, je Mobutu sprva postal načelnik generalštaba s činom polkovnika. Po kratkem politično nestabilnem obdobju boja za oblast med predsednikom Josephom Kasavubujemin in premierom Lumumbo je Kasavubu ob pomoči Mobutuja tega leta dobil boj za oblast. Leta 1965 pa je takrat že generalporočnik Mobutu z novim državnim udarom prišel na čelo države. Njegov vojaški udar so podprle ZDA in Belgija, ki so bile prepričane, da je Mobutu dovolj »protisovjetsko« nastrojen, da bo ostal njihov zaveznik v srednji Afriki. Mobutu se je razglasil za predsednika države, ministrskega predsednika, vrhovnega poveljnika oboroženih sil in predsednika edine dovoljene politične stranke, Ljudskega revolucionarnega gibanja. Leta 1970 je kot edini kandidat nastopil na volitvah za predsednika in bil, seveda, ponovno izvoljen. Leto kasneje je državo preimenoval v Zaire. Tudi sam se je leta 1972 preimenoval in sprejel afriško ime Mobutu Sese Seko Nkuku wa za Banga. Hkrati s tem je uradno prepovedal krščanska imena. Duhovnikom, ki bi otroka krstili s krščanskim imenom je grozila petletna zaporna kazen.

### Režim
Mobutujev režim so zaznamovala mučenja, javne usmrtitve, zatiranje političnih nasprotnikov, prirejene volitve, na katerih se je pojavljal kot edini kandidat, revščina in stradanje prebivalstva. Med svojo vladavino se Mobutu niti ni trudil prikrivati velikega odtujevanja državnega premoženja, tako da so nekateri opazovalci imenovali njegov režim celo »kleptokracija«. Mednarodni denarni sklad je ocenil njegovo premoženje na več kot 4 milijarde ameriških dolarjev, po drugih podatkih pa naj bi bilo leta 1984 pretežno na švicarskih bančnih računih kar pet milijard dolarjev. Po njegovi smrti so med drugim v vinskih kleteh njegovih številnih razkošnih dvorcev našli vinoteko, vredno 2,3 milijone ameriških dolarjev. Državo, ki je Mobutuja oskrbovala z vsem tem denarjem pa je medtem Svetovna banka razglasila za nelikvidno, zaradi česar je leta 1995 zaprla svojo poslovalnico v Kinšasi.

### Padec režima
V 70. letih je Mobutu nacionaliziral premoženje tujih družb v Zairu in s to potezo omogočil sebi, svojim sorodnikom in privržencem kontrolo nad njihovim premoženjem. Kljub temu je že leta 1977 potreboval pomoč tujih držav, da je zadušil upor v provinci Katanga, kjer se je proti njemu dvignil narod. Na pomoč so mu priskočili Francija, Belgija in Maroko. Na pomoč je priskočila tudi Ljudska republika Kitajska, ki je tako tekmovala s Sovjetsko zvezo pri širjenju vpliva na afriški celini. Kult osebnosti predsednika Mobutuja se je tako zrušil šele 1997 in tudi takrat so pri tem sodelovale tuje države. Mobutu je namreč odkrito podpiral Hutuje v Ruandi in si tako nakopal zamero Tutsijev. Uporniki pod vodstvom Laurenta-Desiréja Kabile s podporo tutsijevskih vojsk iz Ruande ter vojakov iz Ugande so v prvi državljanski vojni v Kongu v letih 1996 in 1997 premagali enote predsednika Mobutuja, ki se je moral umakniti v tujino. 

## Smrt
Umrl je za posledicami raka na prostati v Rabatu v Maroku, kjer je tudi pokopan.